# Hochwang (Ichenhausen)
Hochwang ist ein Stadtteil von Ichenhausen und eine Gemarkung im schwäbischen Landkreis Günzburg (Bayern). 

## Lage
Das Pfarrdorf liegt zentral im Landkreis Günzburg an der Bundesstraße 16. 

## Geschichte

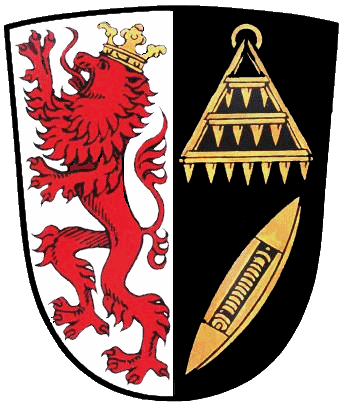
Wappen von Hochwang

Erstmals erwähnt wurde der Ort 1129, als Wortwin von Hohenwang mit dem Kloster Wettenhausen Besitzungen in Gerspach gegen Besitzungen in Musobrunnen tauschte. Beide Ortschaften lagen in näherer Umgebung und sind im Lauf der Jahrhunderte abgegangen. 1146 bezeugt Heinrich von Hohenwang eine Urkunde des Prämonstratenserstifts Roggenburg, 1160 bis 1185 ist Wortwin von Hohenwang als Propst des Klosters Wettenhausen nachweisbar.
In den darauffolgenden Jahrhunderten war Hochwang Kameralort der Markgrafschaft Burgau und Sitz einer markgräflichen Gerichtsvogtei. Mit dem Frieden von Preßburg 1805 kam Hochwang mit der gesamten Markgrafschaft Burgau an das Königreich Bayern.
1970 verlieh der bayerische Innenminister der Gemeinde ein eigenes Wappen. Diese zeigt vorne auf silbernem Grund einen goldgekrönten roten Löwen und hinten auf schwarzem Grund eine goldene Egge und ein goldenes Weberschiffchen. Das Wappen entspricht mit Ausnahme des Weberschiffchens, das auf Hochwangs lange Tradition der Textilproduktion verweist, dem Wappen der Familie de Bally, die in Hochwang umfangreiche Besitzungen hatte und nach der heute auch eine Straße im Ort benannt ist.
Mit Wirkung zum 1. Januar 1971 trat Hochwang der Nachbarstadt Ichenhausen bei und bildet seitdem einen Stadtteil.

## Sehenswürdigkeiten
Siehe auch: Liste der Baudenkmäler in Hochwang
Das Zentrum des Ortes bildet die katholische Pfarrkirche Heilig Kreuz, die Joseph Dossenberger 1751 errichtete. Sie bildet ein Ensemble mit dem 1914 als neubarocker Mansarddachbau errichteten Pfarrhof. Beide Gebäude stehen heute unter Denkmalschutz.

## Verkehr
Der Haltepunkt Hochwang liegt an der Mittelschwabenbahn.